# Silnice I/24
Die Silnice I/24 (tschechisch für: „Straße I. Klasse 24“) ist eine tschechische Staatsstraße (Straße I. Klasse).

## Verlauf
Die Straße zweigt rund 3 Kilometer südlich von Veselí nad Lužnicí (Wesseli an der Lainsitz) bei der Anschlussstelle (exit) 107 von der Dálnice 3 (Europastraße 55) nach Südsüdosten ab, führt über Lomnice nad Lužnicí (Lomnitz an der Lainsitz) nach Třeboň (Wittingau), vereinigt sich dort auf eine Länge von rund 2 Kilometer mit der Silnice I/34 (Europastraße 551), verlässt diese in südöstlicher Richtung und führt über Suchdol nad Lužnicí (Suchenthal) zur Grenze nach Österreich, die zwischen Halámky und Neu-Nagelberg in der Gemeinde Brand-Nagelberg überschritten wird. Auf österreichischer Seite setzt sich die Straße als Waldviertler Straße B2 (früher Prager Reichsstraße) fort.
Die Länge der Straße beträgt knapp 50 Kilometer.

## Geschichte
Von 1940 bis 1945 bildete die Straße einen Teil der Reichsstraße 170. Die Straße wurde in ihrem derzeitigen Verlauf auf der Trasse der früheren Silnice II/150 im Jahr 1998 eingerichtet; zuvor trug die Straße von Mariánské Lázně (Marienbad) nach Bečov nad Teplou (Petschau) die Nummer 24.